# Tallnäs, Karislojo
Tallnäs (finska: Tallaa) är en by i Karislojo i Lojo i det finländska landskapet Nyland. Tallnäs är känd för Pöykäri fornborg, som ligger i byn. Byn är belägen på en höjd norr om Hotopohja, även kallad Långvik, mittemot fornborgen.

## Historia
Tallnäs har varit bebott sedan järnåldern. Det mest synliga beviset på detta är Pöykäri fornborg, vars krön reser sig 25 meter över omgivningen.
Under historisk tid har byn haft flera hemman. Åkermarken tillhörande byns hemman har alla legat på Talvenäs. År 1549 nämns att det fanns totalt fem hemman i Tallnäs. År 1691 hade antalet sjunkit till tre. Minskningen av antalet hemman sammanfaller med de krig som Sverige förde under 1600-talet, då stora resurser i form av skatter och soldater krävdes för krigföringen. Hemmanen hette Nedergård, Öfvergård och Pöykär.
Sänkningen av vattennivån i Lojo sjö på 1860-talet förvandlade den tidigare Långviken till en myr, genom vilken nu rinner en bäck som är 1–4 meter bred. Från och med 1940-talet har byggandet av fritidshus ökat och fört med sig många nya byggnader vid vattnet. Trots detta har området i stort sett behållit sin karaktär som jordbrukslandskap.